# François Paschoud
François Paschoud (* 11. Januar 1938 in Bern; † 22. Dezember 2022) war ein Schweizer Altphilologe.

## Leben
Nach dem Studium war Paschoud von 1965 bis 1967 Stipendiat beim Thesaurus Linguae Latinae, für den er Artikel für die Bände VII 2 und IX 2 verfasste. Ab 1969 war er ausserordentlicher Professor der lateinischen Philologie an der Universität Genf, ab 1974 ordentlicher Professor. Von 1987 bis 2005 war er Delegierter der Fédération Internationale des Associations d’Études Classiques (FIEC) in der Internationalen Thesaurus-Kommission. Von 2002 bis 2014 war er Vizepräsident der Thesaurus-Kommission.
Paschoud beschäftigte sich hauptsächlich mit der lateinischen Literatur der Römischen Kaiserzeit und der Spätantike, insbesondere der Historia Augusta, arbeitete aber auch zur spätantiken griechischen Literatur, so zur Historia Nea des Zosimos.
François Paschoud starb am 22. Dezember 2022 im Alter von 84 Jahren.